# Willi Reinfrank

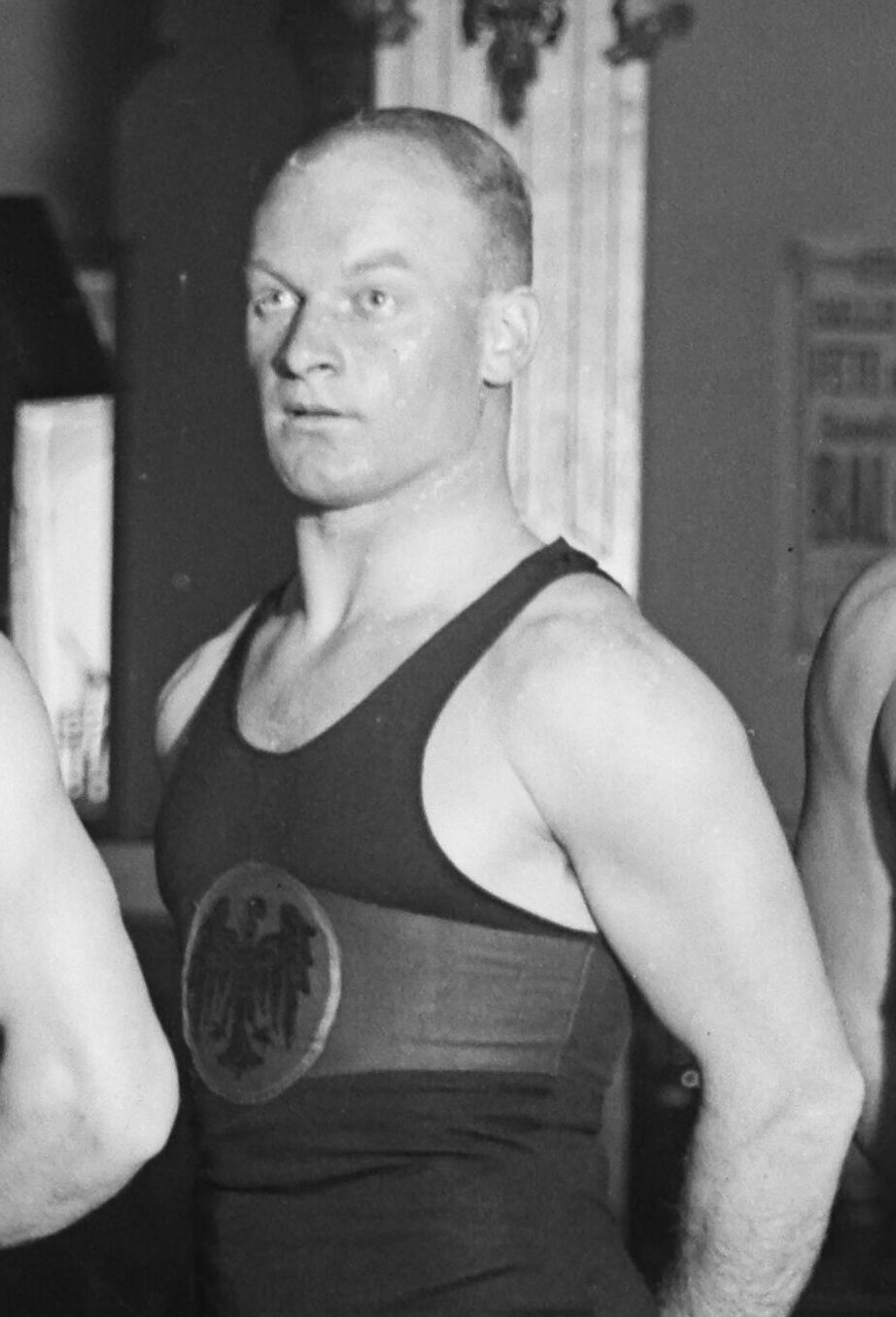
Willi Reinfrank in 1927

Willi Reinfrank (* 30. Mai 1903 in Mannheim; † 1. Januar 1943 bei Stalingrad) war ein deutscher Gewichtheber.

## Werdegang
Willi Reinfrank wuchs in Mannheim auf und wandte sich als Jugendlicher der Schwerathletik zu. Er betrieb Rasenkraftsport, Ringen und Gewichtheben. Mit 17 Jahren verlegte er sich ganz auf das Gewichtheben. 1922 konnte er sich erstmals bei deutschen Meisterschaften unter den Siegern platzieren. 1924, als die Deutschen noch von den Olympischen Spielen ausgeschlossen waren, wurde er in Neunkirchen (Saar) Europameister im Leichtgewicht. Mit der dabei erzielten Leistung wäre er in Paris auch Olympiasieger geworden. Von 1925 bis 1927 fanden keine internationalen Meisterschaften statt, so dass sich Willi Reinfrank erst wieder 1928 an einer solchen beteiligen konnte, zu einem Zeitpunkt, als er den Zenit seiner Leistungsfähigkeit schon überschritten hatte. 1931 beendete er seine Laufbahn als Gewichtheber.
Willi Reinfrank war gelernter Mechaniker, der sich zum Auktionator hochgearbeitet hatte. Im Januar 1943 fiel er bei Stalingrad.

### Internationale Erfolge
(OS = Olympische Spiele, EM = Europameisterschaft, Fe = Federgewicht, Le = Leichtgewicht, Mi = Mittelgewicht, OD = olympischer Dreikampf, bestehend aus beidarmigem Drücken, Reißen und Stoßen, FK = Fünfkampf, bestehend aus OD + einarmigem Reißen und einarmigem Stoßen)
- 1924, 1. Platz, EM in Neunkirchen (Saar), Le, FK, mit 445 kg, vor N. Weber, Deutschland, 402,5 kg und O. Erlenmeyer, Deutschland, 372,5 kg;
- 1928, 5. Platz, OS in Amsterdam, Le, OD, mit 295 kg, hinter Kurt Helbig, Deutschland, 322,5 kg, Hans Haas, Österreich, 322,5 kg und A. Aeschmann, Schweiz, 297,5 kg;
- 1929, 2. Platz, EM in Wien, Mi, OD, mit 322,5 kg, hinter Karl Hipfinger, Österreich, 325 kg und vor Willi Hoffmann, Deutschland, 305 kg;
- 1930, 4. Platz, EM in München, Mi, OD, mit 305 kg, hinter Helbig, 337,5 kg, Carlo Galimberti, Italien, 322,5 kg und Hipfinger, 305 kg

### Deutsche Meisterschaften
- 1922, 3. Platz, Fe, FK, mit 395 kg, hinter Andreas Stadler, Wien, 397,5 kg und Eugen Wiedmann, Stuttgart, 395 kg;
- 1923, 1. Platz, Le, FK, ömit 412,5 kg, vor Ruttmann, Nürnberg, 410 kg und Willi Stephan, Magdeburg, 392,5 kg;
- 1924, 1. Platz, Le, FK, mit 462,5 kg, vor Stephan, 415 kg und P. Berger, Feuerbach, 410 kg;
- 1925, 1. Platz, Le, FK, mit 465 kg, vor Kurt Helbig, Plauen, 452,5 kg und Stephan, 432,5 kg;
- 1926, 1. Platz, Le, FK, mit 455 kg, vor Hans Haas, Wien, 452,5 kg und Helbig, 445 kg;
- 1927, 1. Platz, Le, OD, mit 305 kg, vor Helbig, 300 kg und Stephan, 285 kg;
- 1929, 1. Platz, Mi, FK, mit 470 kg, vor Willi Hoffmann, Magdeburg, 457,5 kg und Dominikus Huttner, München, 455 kg;
- 1931, 3. Platz, Mi, OD, mit 317,5 kg, hinter Rudolf Ismayr, München, 340 kg und Hoffmann, 317,5 kg

### Weltrekorde
(alle im Leichtgewicht, bis 67,5 kg Körpergewicht, aufgestellt)
im beidarmigen Reißen:
- 100 kg, 1926 in Mannheim

im beidarmigen Stoßen:
- 123 kg, 1924 in Bruchsal,
- 123,5 kg, 1925 in Pirmasens,
- 125 kg, 1925 in Stuttgart,
- 133 kg, 1927 in Waiblingen

im olympischen Dreikampf:
- 290 kg, 1924 in Neunkirchen,
- 302,5 kg, 1924 in Mannheim,
- 305 kg, 1926 in Nürnberg,
- 312,5 kg, 1926 in Wien